# FC Craiova
Der FC Craiova war ein rumänischer Fußballverein aus Craiova. Er gehörte zwei Spielzeiten der Divizia A, der höchsten rumänischen Fußballliga, an.

## Geschichte
Der FC Craiova wurde im Jahr 1939 gegründet, als sich die beiden Klubs Craiu Iovan Craiova und Rovine Grivița Craiova zusammenschlossen. Der neue Verein übernahm den Platz von Craiu Iovan in der Divizia B und beendete die Spielzeit 1939/40 mit dem Aufstieg in die Divizia A. Dort schloss der Klub die Saison 1940/41 auf einem Platz im Mittelfeld ab. Aufgrund des Ausbruchs des Zweiten Weltkrieges gelten die nachfolgenden Spielzeiten nicht als offizielle Meisterschaften, so dass Craiova zwar die Saison 1942/43 auf dem ersten Platz abschließen konnte sich aber nicht rumänischer Meister nennen durfte.
Als der Spielbetrieb nach Kriegsende wieder aufgenommen wurde, gehörte der FC Craiova erneut der Divizia A an, beendete aber die Saison 1946/47 mit lediglich vier Punkten auf dem letzten Tabellenplatz. Die darauf folgende Spielzeit in der Divizia B schloss der Verein auf dem elften Platz seiner Staffel ab und musste aufgrund der Reduzierung der Liga von vier auf zwei Staffeln erneut absteigen. Während der Hinrunde 1948/49 in der Divizia C fusionierte der Klub mit dem Lokalrivalen AS Doljul Craiova und löste sich damit auf.

## Erfolge
- Inoffizieller rumänischer Meister: 1943
- Aufstieg in die Divizia A: 1940

## Bekannte Spieler
- Gheorghe Albu
- Iosif Kovács
- Alexandru Mari
- Angelo Niculescu

## Ehemalige Trainer
- Gheorghe Albu
- Antal Szalay